# Eulithis atrocolorata
Eulithis atrocolorata är en fjärilsart som beskrevs av Augustus Radcliffe Grote 1867. Eulithis atrocolorata ingår i släktet Eulithis och familjen mätare. Inga underarter finns listade i Catalogue of Life.